# August Heine (Politiker, 1897)

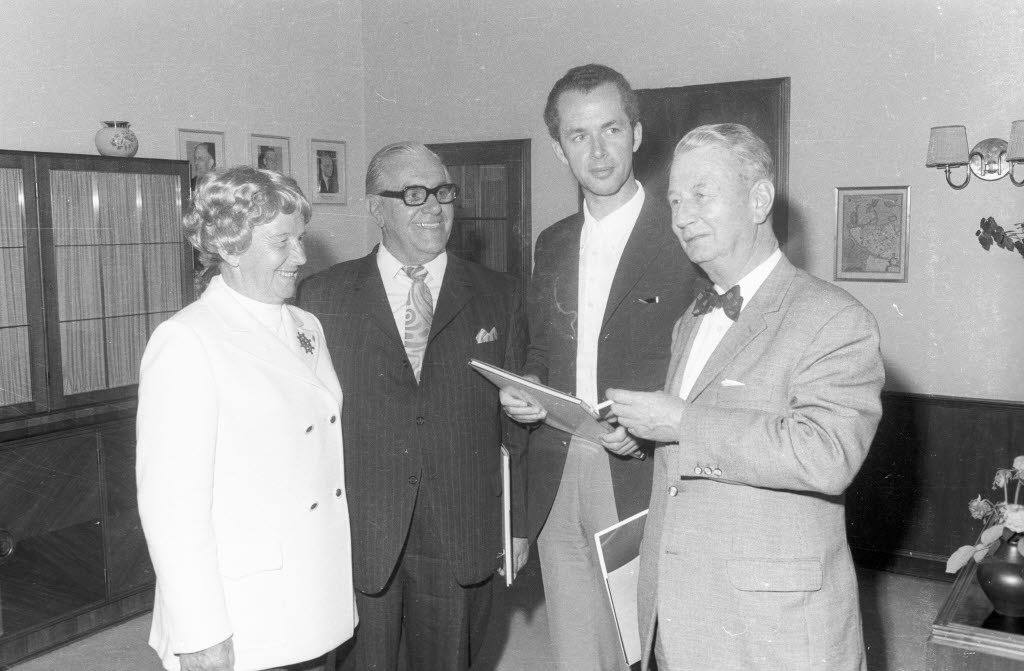
August Heine (rechts) mit der Kieler Stadtpräsidentin Ida Hinz (1971)

August Heine (* 20. Juli 1897 in Hamburg; † 18. Februar 1983 in Lübeck) war ein deutscher Volksschullehrer, Schulrat und Kommunalpolitiker der SPD.

## Leben
August Heine wuchs in Hamburg und Ratzeburg auf. Nach bestandenem Lehrerseminar und seinem Kriegsdienst im Ersten Weltkrieg trat er in den Schuldienst der preußischen Provinz Schleswig-Holstein und erhielt seine erste Lehrerstelle auf dem Georgsberg vor Ratzeburg. Von dort wurde er nach Altona versetzt, wo er sich als Sozialdemokrat berufspolitisch engagierte und 1929 Rektor einer Volksschule wurde. Seine Amtsenthebung als Rektor erfolgte 1933 im Zuge der Gleichschaltung. 1937 bis 1939 wurde er nach dem Groß-Hamburg-Gesetz in den Hamburger Schuldienst übernommen und war mit Einschränkungen weiter als Lehrer tätig. Im Zweiten Weltkrieg wurde er 1939 zur Wehrmacht eingezogen und war zuletzt 1945 in Italien interniert. Heine kehrte 1945 nach Hamburg zurück, übernahm wieder das Rektorat einer Schule und engagierte sich wieder politisch, unter anderem als Vorsitzender in einem Entnazifizierungsausschuss. Zum 1. Dezember 1947 wurde er zum Schulrat in Schleswig-Holstein ernannt und wechselte in die Schulaufsicht. Er zog nach Neumünster und bildete in Notkursen neue Lehrer aus. Am 1. Oktober 1948 wurde er als Schulbaureferent in das Kultusministerium des Landes Schleswig-Holstein nach  Kiel berufen. Zum 1. April 1952 wurde er Schulrat in Lübeck und wurde 1962 dort als Senatsdirektor pensioniert.

## Politik
Heine wurde 1920 Mitglied der SPD. Von 1956 bis 1962 war Heine Kreisvorsitzender der SPD in Lübeck und zweiter Vorsitzender der Landes-SPD Schleswig-Holstein. Der Lübecker Bürgerschaft gehörte er als Abgeordneter von 1962 bis 1976 an. Von 1962 bis 1970 war er Senator der Stadt und von 1970 bis 1974 deren Stadtpräsident.

## Ehrungen
- Freiherr-vom-Stein-Medaille (1966)
- Ehrenplakette des Senats (1970 und 1974)
- Verdienstkreuz 1. Klasse des Verdienstordens der Bundesrepublik Deutschland (1971)